# Округ Монтгомери (Охајо)
Округ Монтгомери (енгл. Montgomery County) је округ у америчкој савезној држави Охајо.

## Демографија
По попису из 2010. године број становника је 535.153, што је 23.909 (-4,3%) становника мање него 2000. године.
| Група             | 2000.           | 2010.           |
| Белци             | 424.183 (75,9%) | 388.917 (72,7%) |
| Афроамериканци    | 111.030 (19,9%) | 111.870 (20,9%) |
| Азијати           | 7.341 (1,3%)    | 9.273 (1,7%)    |
| Хиспаноамериканци | 7.096 (1,3%)    | 12.177 (2,3%)   |
| Укупно            | 559.062         | 535.153         |